# Déterminant possessif en français
 (septembre 2020).
Si vous disposez d'ouvrages ou d'articles de référence ou si vous connaissez des sites web de qualité traitant du thème abordé ici, merci de compléter l'article en donnant les références utiles à sa vérifiabilité et en les liant à la section « Notes et références ».
En grammaire française, un  déterminant possessif, anciennement dénommé adjectif possessif est une sous-catégorie de déterminant défini, ajoutant à l'actualisation du nom noyau, une idée de possession, de propriété, ou plus simplement, de contiguïté habituelle, en relation avec une personne grammaticale (première, deuxième ou troisième, du singulier ou du pluriel). Dans la catégorie des pronoms, le correspondant de l'adjectif possessif est le pronom possessif.

## Morphologie
L'adjectif possessif remplace l'article et change de forme, non seulement en fonction de l'objet possédé (avec lequel il s'accorde en genre et en nombre), mais également, en fonction du possesseur (dont il indique la personne et le nombre).

## Adjectifs possessifs toniques
Le français possède des formes très archaïques dites toniques, alors que les précédentes sont dites atones. Les adjectifs possessifs toniques ont la forme des pronoms possessifs équivalents sans l'article ; ils précèdent le nom et suivent un article : « un mien cousin ».

## Représentation
Le syntagme actualisé par un adjectif possessif est un représentant à un double titre : d'une part, il renvoie à l'objet possédé (le référent du nom noyau), d'autre part, il renvoie à la personne du possesseur :
Si le possesseur a la valeur d'une première ou d'une deuxième personne, la représentation est de nature référentielle : dans ce cas, l'adjectif possessif est un embrayeur : Ton jardin est bien agréable. Le syntagme « Ton jardin » renvoie à l'objet possédé, le jardin (représentation référentielle), et à la personne du possesseur, qui n'est autre que le destinataire (représentation référentielle également). Si le possesseur a la valeur d'une troisième personne, la représentation est de nature textuelle : dans ce cas, l'adjectif possessif est le plus souvent une anaphore : J'ai rencontré Julien. Ses vacances sont finies. Le syntagme « Ses vacances » renvoie à l'objet possédé, les vacances (représentation référentielle), et à la personne du possesseur, qui est hors situation d'énonciation (représentation textuelle, plus précisément anaphore ayant pour antécédent le nom propre « Julien »).

## Syntaxe
Pour les parties du corps, et plus généralement les choses considérées comme inaliénables, le français comme les autres langues romanes évitent d'utiliser les déterminants possessifs et utilisent des constructions avec le réflexif et un article défini.
Exemple : « J'ai mal à la tête. », « Je me suis cassé la jambe. » Plutôt que : « J'ai mal à ma tête » et « Je me suis cassé ma jambe. ». L'élément mentionné dans ce cas est implicitement une partie du corps du sujet – respectivement « la tête » et « la jambe » de l'énonciateur. À comparer avec « J'ai cassé mon téléphone. », et non *« Je me suis cassé le téléphone. »
Les déterminants possessifs sont souvent marqués par une connotation affective ou respectueuse : Mes chers amis. Mon Dieu. Votre Majesté.